# Кольонія-Улюв
Кольонія-Улюв (пол. Kolonia Ulów) — село в Польщі, у гміні Кльвув Пшисуського повіту Мазовецького воєводства.
Населення — 145 осіб (2011).
У 1975-1998 роках село належало до Радомського воєводства.

## Демографія
Демографічна структура станом на 31 березня 2011 року:
|          | Загалом | Допрацездатний вік | Працездатний вік | Постпрацездатний вік |
| -------- | ------- | ------------------ | ---------------- | -------------------- |
| Чоловіки | 72      | 15                 | 50               | 7                    |
| Жінки    | 73      | 18                 | 37               | 18                   |
| Разом    | 145     | 33                 | 87               | 25                   |